# Demonstrace (ukázka)
Demonstrace (hovorově zkráceně demo) je názorná ukázka, školní pokus, či předvedení.
Demonstrovat může kupříkladu firma hotový produkt formou prezentace, nebo člověk své umělecké (taneční, pěvecké, herecké, recitátorské) schopnosti jejich předvedením v soutěži, např. při výběrovém řízení do nějaké umělecké soutěže apod.  

## Demonstrace jevu
Demonstrace se běžně používají při výkladu ve školách ve formě:
- fyzikálních
- chemických pokusů
- školních pitev
- biologických experimentů
- a dalších

## Demonstrace síly
Ve vojenství a politice je souslovím demonstrace síly popisováno předvedení či ukázka vojenské síly. Jedná se kupříkladu o formou vojenské přehlídky či zastrašení nepřítele způsobením dramatických škod na životech a majetku.

### Demonstrace ve vojenství
Ve vojenství má slovo demonstrace svůj specifický význam. Jedná se o bojovou činnost odvádějící pozornost nepřítele od místa hlavního úderu (čili vedlejší klamný útok).